# Lyttelton Harbour
Der Lyttelton Harbour, in Māori: Te Whaka-raupo, ist einer von zwei größeren Naturhäfen in der Banks Peninsula an der Ostküste der Region Canterbury auf der Südinsel von Neuseeland. Der andere Naturhafen ist der südlich befindliche Akaroa Harbour.

## Geographie
Der Lyttelton Harbour befindet sich im nördlichen Teil der Banks Peninsula und damit rund acht Kilometer südwestlich des Stadtzentrums von Christchurch. Der Naturhafen, der eine West-Ost-Ausdehnung von rund 15 km hat und an seinem östlichen Ende über einen Zugang zum Pazifischen Ozean verfügt misst an seiner breitesten Stelle 5,5 km. Der Hafeneingang weist eine Breite von 1880 m auf.
Die größte Insel im Lyttelton Harbour ist Quail Island. Auf ihr befindet sich ein Naturreservat. Südlich davon liegt die kleine Insel King Billy Island und am östlichen Ende der Purau Bay die Ripapa Island.

## Beschreibung
Der Lyttelton Harbour entstand infolge einer Vulkaneruption mit Bildung einer Caldera, die vom Zugang zum Pazifik bis Teddington am Ende des Naturhafens reichte. Die steilen Port Hills an der Nordküste sind Teil des Randes dieser Caldera.
Der wichtigste Ort im Gebiet des Naturhafens ist Lyttelton, der mit Christchurch durch einen einspurigen Eisenbahntunnel, dem 1867 eröffneten Lyttelton Rail Tunnel, verbunden ist sowie dem 1964 eröffneten zweispurigen Straßentunnel und zwei Straßen, die über die Port Hills führen. Der kleine Ort Diamond Harbour befindet sich am gegenüberliegenden Ufer und das Māori-Dorf Rāpaki westlich von Lyttelton. Im Nordwesten des Naturhafens liegt die Siedlung Governors Bay.

## Seehafen
Bei Lyttelton befindet sich ein für Christchurch und Canterbury bedeutender Seehafen. Beide Orte wurden erst 1867 durch die Bahnstrecke Christchurch–Lyttelton in einer Weise verbunden, die den Hafen auch wirtschaftlich interessant machte. 1877 initiierte der Lyttelton Harbour Board, später in Lyttelton Port Company umbenannt, den Bau der Hafenanlagen, zu denen ein Lager für Erdöl und ein modernes Containerterminal gehören.

## Nutzung der Inseln
Ripapa Island besitzt mit Fort Jervois ausgedehnte militärische Befestigungsanlagen. Sie wurden zur Zeit des Ersten Weltkrieges zur Internierung von Deutschen genutzt, darunter der „Seeteufel“ Felix Graf von Luckner. Quail Island wurde von den frühen europäischen Siedlern als Leprakolonie verwendet und ist heute Naturreservat.

## Flora und Fauna
Im Hafengebiet sind Hectordelfine und Neuseeländische Seebären anzutreffen.